# 包宝宝
《包宝宝》（英語：Bao）是美国皮克斯动画工作室制作的电脑动画短片。由加拿大华人石之予编剧和导演，于2018年6月15日在北美作为《超人总动员2》的贴片短片上映。
2019年拿下奧斯卡最佳動畫短片。

## 剧情
從一對夫妻的日常生活開始，一位母親在包出和自己兒子般存在的包子以後，發生的一連串溫馨感人故事。